# Frans Schollaert
François Victor Marie Ghislain Schollaert (Lovanio, 19 agosto 1851 – Sainte-Adresse, 29 giugno 1917) è stato un politico belga, esponente del partito cattolico e Primo ministro del Belgio dal 1º gennaio 1908 al 17 giugno 1911.
Dopo aver studiato Giurisprudenza inizia ad esercitare la professione di avvocato a Lovanio. Nel 1890 diventa cofondatore della Lega dei contadini. Suo cognato Joris Helleputte ne sarà il primo presidente. Nel 1888 viene eletto per la prima volta alla Camera dei rappresentanti di cui sarà Presidente dal 1901 al 1909 e dal 1911 fino alla sua morte nel 1917.
Già nel 1895 fa un contributo considerevole alla legislazione scolastica, tanto che la legge scolastica, votata nello stesso anno, porta il suo nome. Questa legge deve essere vista nel contesto della prima guerra scolastica. Dopo la sconfitta liberale del 1884, i cattolici varano la Legge Schollaert, introducendo il finanziamento della scuola primaria, condizionata da un'ispezione statale. Nello stesso tempo, Schollaert sostiene Xavier Temmerman nella fondazione del Heilig-Hartinstituut, un istituto cattolico di istruzione secondaria a Heverlee nei pressi di Lovanio..
A seguito della morte improvvisa di Jules de Trooz viene nominato primo ministro mantenendo anche il portafoglio degli Interni e dell'Agricoltura dal 1908 al 1910 e aggiudicandosi quello delle Arti e delle Scienze dal 1910 al 1911. L'attività del suo primo governo si concentra sulla leva militare. Molto alla rabbia del cattolico conservatore Charles Woeste, Schollaert giunge ad un compromesso con l'opposizione per limitare la leva ad un figlio per ogni famiglia.
Durante il suo secondo mandato di primo ministro l'attenzione torna al finanziamento della scuola primaria. La proposta ambiziosa del suo governo consista nel dare delle "cedole scolastiche" ai genitori. Queste cedole andrebbero date alle scuole, il che permetterebbe di finanziare le scuole proporzionalmente al numero degli allievi. Il problema sta nel fatto che le cedole scolastiche sarebbero pagate dai comuni. Soprattutto nelle grandi città, dove la maggioranza dei consiglieri è di estrazione liberale o socialista, la prospettiva di dover finanziare le scuole cattoliche non è ben accolta. Questo rende impossibile un accordo con l'opposizione. Inoltre, Schollaert vuole introdurre l'obbligo scolastico attraverso un emendamento, invocando l'ira della fascia destra del suo partito. Nel 1911 il suo governo cade senza aver approvato il finanziamento alle scuole primarie cattoliche. Prosper Poullet, il successore di Schollaert come ministro delle Arti e delle Scienze introdurrà l'obbligo scolastico nel 1914.
Nel 1907 Frans Schollaert è nominato ministro di Stato.